# Stefan Rohdewald
Stefan Rohdewald (* 1972 in Zug) ist ein Schweizer Historiker.

## Leben
Von 1992 bis 1998 studierte er osteuropäische Geschichte, slawische Literaturwissenschaft, Sozial- und Wirtschaftsgeschichte (Universität Zürich). Von 1998 bis 2001 war er wissenschaftlicher Assistent am Lehrstuhl für Osteuropäische Geschichte des Historischen Seminars in Zürich (Mehrere längere Sprach-, Bibliotheks- und Archivaufenthalte in Lwiw, Sankt Petersburg, Minsk, Sofia und Belgrad). Nach der Dissertation (1998–2004) "„Vom Polacker Venedig“. Kollektives Handeln sozialer Gruppen in einer Stadt zwischen Ost- und Mitteleuropa (Mittelalter, Frühe Neuzeit, 19. Jh. bis 1914) bei Carsten Goehrke und Hans-Jörg Gilomen, Zürich (summa cum laude) war er von 2002 bis 2003 Stipendiat der Max-Planck-Gesellschaft als Mitglied der International Max Planck Research School (IMPRS) für vergleichende europäische Rechtsgeschichte des Max-Planck-Instituts für europäische Rechtsgeschichte und der Goethe-Universität. Von 2003 bis 2008 war er wissenschaftlicher Mitarbeiter am Lehrstuhl für Neuere und Neueste Geschichte Osteuropas und seiner Kulturen an der Universität Passau. Von 2008 bis 2012 war er Akademischer Rat in Passau. Nach der Habilitation 2012 an der Universität Passau „Himmlisches Serbien“, der „bulgarische“ und der „makedonische Gott“. (Trans-)Nationale religiöse Erinnerungsfiguren der orthodoxen Südslaven bis 1944 nahm er 2013 den Ruf an die JLU Gießen (Südosteuropäische Geschichte) an. Seit 2020 ist er Inhaber des Lehrstuhls für Ost- und Südosteuropäische Geschichte an der Universität Leipzig.
Seine Forschungsschwerpunkte sind Kommunikationsgeschichte sozialer Räume, Sport-, technik- und wissenschaftsgeschichtliche Verflechtungen zwischen Ost und West, Transkulturalität, Transkonfessionalität und Erinnerungsdiskurse.

## Schriften (Auswahl)
- „Vom Polocker Venedig“. Kollektives Handeln sozialer Gruppen einer Stadt zwischen Ost- und Mitteleuropa. (Mittelalter, frühe Neuzeit, 19. Jh. bis 1914). Stuttgart 2005, ISBN 3-515-08696-X.
- Götter der Nationen. Religiöse Erinnerungsfiguren in Serbien, Bulgarien und Makedonien bis 1944. Köln 2014, ISBN 3-412-22244-5.
- Mehr als Feind oder Freund. Überregionale Kommunikation im (süd)östlichen Europa von den Osmanen bis zum Kalten Krieg. Berlin 2016, ISBN 3-428-15026-0.
- als Herausgeber mit Stephan Conermann und Albrecht Fuess: Transottomanica – Osteuropäisch-osmanisch-persische Mobilitätsdynamiken. Perspektiven und Forschungsstand. Göttingen 2019, ISBN 3-8471-0886-7.